# Johan Fox
Drs. Johan Fox ('s-Gravenhage, 14 maart 1914 − aldaar, 31 oktober 2000) was rijksarchivaris bij het Algemeen Rijksarchief.

## Biografie
Fox was zoon van Alfred Fox (1878-1958), een Britse mijningenieur, en Henriëtte Jacoba Elisabeth Helena Borel (1885-1976); hij had nog een zus Annie Fox (1915-1994). Na het behalen van het diploma gymnasium α studeerde hij in 1942 af in geschiedenis te Utrecht. Daarna liep hij, ten einde archiefambtenaar 1e klasse te worden, stage bij het Gemeentearchief Utrecht waar hij het archief van het Schilder- en tekenkundig genootschap Kunstliefde te Utrecht inventariseerde (1943-1945), waarna hij archivaris bij de ANWB werd. Het archiefexamen legde hij af in 1949. In 1947 werd hij als Brits onderdaan genaturaliseerd tot Nederlander. Vanaf dat laatste jaar werkte hij bij het Algemeen Rijksarchief, de afdeling Zuid-Holland (de zogenaamde derde afdeling van het ARA), waar hij per 1 juni 1965 tot rijksarchivaris werd benoemd van die afdeling, als opvolger van mr. Bert van 't Hoff die toen met pensioen ging (en aan wie Fox een In memoriam zou wijden). Hij was vanaf 1965 tevens docent aan de Rijksarchiefschool waar hij doceerde over de vaderlandse geschiedenis en staatsinstellingen (waarover hij ook een syllabus schreef die tot in de jaren 1980 gebruikt werd door de school en waarvan verscheidene drukken verschenen).
Fox publiceerde vele artikelen, onder andere in De Nederlandsche Leeuw, het blad van het Koninklijk Nederlandsch Genootschap voor Geslacht- en Wapenkunde waarvan hij sinds 1936 lid was en van welk genootschap hij in 1983, bij het 100-jarig bestaan ervan, tot erelid werd benoemd. In DNL publiceerde hij vele boekbesprekingen in tientallen jaren, waaronder besprekingen van de uitgaven van het Nederland's Adelsboek. Zijn eerste publicatie dateert van 1951 over De oudste Hollandse wereldkaart (een wereldkaart uit 1514 die vervaardigd zou zijn door Cornelius Aurelius van Gouda); zijn laatste was van 40 jaar later. Ook publiceerde hij over genealogie, zoals de kwartierstaat van zijn moeder in het Kwartierstatenboek (1958). Hij publiceerde eveneens veelvuldig in het Nederlands Archievenblad. Voorts schreef hij verschillende in memoriam-artikelen over collegae.
Bij de lintjesregen van 1974 werd hij benoemd tot Officier in de Orde van Oranje-Nassau. In 1979 ging hij met pensioen. Hij overleed in 2000 en werd bijgezet in het familiegraf te Zeist waar ook zijn moeder begraven ligt.